# Уотен, Джуда
Джу́да Ле́он Уо́тен (англ. Judah Leon Waten, при рождении Юда Ватен; 12 июля (25 июля) 1911, Одесса — 29 июля 1985, Мельбурн) — австралийский писатель, творчество которого одно время было голосом австралийской иммиграции.

## Биография
Согласно записи о рождении в канцелярии одесского городового раввина, родился 12 июля (по старому стилю) 1911 года под именем Эмоно-Эйл Шлёмович Ватен, в семье барского мещанина Шлёмы Шмулевича Ватена и Нехамы Ватен (в девичестве Пресс). Вскоре после его рождения семья эмигрировала в Палестину, оттуда в феврале 1914 года в Западную Австралию.
Окончил колледж в Перте и, переехав в Мельбурн, в 1926 году окончил Мельбурнский университет. С 1931 по 1933 год жил в Европе, был активным участником левого движения в Англии.
Уотен опубликовал семь романов, сборник рассказов и краткую историю Австралии времён Великой депрессии 1930-х годов.
Участник коммунистического движения в Австралии в 1950-е годы, приезжал в Советский Союз.
Член Группы писателей реализма, международного ПЕН-клуба, Братства австралийских писателей и других литературных объединений, входящих в Австралийский совет искусств.
В 1979 году за службу в области литературы Джуда Уотен был удостоен звания члена ордена Австралии.